# Dominique Fishback
Dominique Fishback (Nueva York, 22 de marzo de 1991) es una actriz y dramaturga estadounidense, conocida por haber interpretado a Billie Rowan en Show Me a Hero, Darlene en The Deuce, y Deborah Johnson en Judas and the Black Messiah, trabajo que le valió una nominación para un premio BAFTA a la mejor actriz de reparto.

## Biografía
Fishback se interesó por primera vez en la actuación a la edad de 10 años. Se graduó de la Universidad de Pace con una licenciatura en Teatro en 2013.

## Carrera profesional
En 2014, Fishback estrenó su obra en el teatro minoritario neoyorquino Off-Off-Broadway llamada Subverted, donde interpretó a 22 personajes. Subverted fue nominada para un Innovative Theater Award 2015 por Mejor Actuación en solitario. En 2016, la empresa Abingdon Theatre Company anunció que ella iba a ser uno de los destinatarios de su Programa de Residencia inaugural.
El primer papel secundario importante de la actriz fue en el drama de vivienda de Yonkers Show Me a Hero como la madre soltera Billie Rowan.
Fue reconocida como una de las actrices destacadas en el programa debido a su actuación como la prostituta "dulcemente vulnerable" Darlene. El cocreador David Simon notó sus potenciales como actriz al interpretar a ese personaje. Por su papel en The Deuce, Fishback fue incluida por el periódico USA Today como una de las cinco caras nuevas que la gente debería ver en la televisión de otoño de 2017.
Su primera película fue Night Comes On, que se estrenó en el Festival de Cine de Sundance de 2018.
Interpretó el papel de Kenya en la película The Hate U Give ese mismo año, basada en una novela. También en 2018, Fishback apareció como una versión más joven de la madre del rapero Jay-Z, Gloria Carter, en su video musical para «Smile».
Fishback interpreta a una adolescente inteligente en la calle en Project Power, dirigido por Ariel Schulman y Henry Joost, junto a Jamie Foxx y Joseph Gordon-Levitt. La cita lanzado el 14 de agosto de 2020 a través de la plataforma de streaming Netflix.
En 2021, protagonizó Judas and the Black Messiah junto a Daniel Kaluuya, como Deborah Johnson, la pareja de Fred Hampton y la futura madre de Fred Hampton Jr.

## Filmografía

### Películas
| Año  | Título                                    | Papel           | Notas  |
| ---- | ----------------------------------------- | --------------- | ------ |
| 2018 | Night Comes On                            | Angel Lamere    |        |
| 2018 | The Hate U Give                           | Kenya           |        |
| 2020 | Project Power                             | Robin           |        |
| 2021 | Judas and the Black Messiah               | Deborah Johnson |        |
| 2023 | Transformers: el despertar de las bestias | Elena           | Rodaje |

### Televisión
| Año     | Título                        | Papel               | Notas                                                         |
| ------- | ----------------------------- | ------------------- | ------------------------------------------------------------- |
| 2013    | The Knick                     | Mujer               | Episodio:"The Busy Flea"                                      |
| 2014    | The Affair                    | Keisha              | Episodio 8                                                    |
| 2015    | The Americans                 | Nicole              | Episodio: "Dimebag"                                           |
| 2015    | Blue Bloods                   | Charelle Tyler      | Episodio: "A través del espejo"                               |
| 2015    | Royal Pains                   | Elan                | Episodios: "Lending a Shoulder" y "The Prince of Nucleotides" |
| 2015    | Show Me a Hero                | Billie Rowan        | Personaje recurrente; 4 episodios                             |
| 2017-19 | The Deuce                     | Darlene             | Papel regular                                                 |
| 2018    | Random Acts of Flyness        | Najja               | Personaje recurrente; 4 episodios                             |
| 2021    | Modern Love                   | Lilian "Lil" Parker | Episodio: "A Life Plan for Two, Followed By One"              |
| 2022    | The Last Days of Ptolemy Grey | Robyn               | Papel principal                                               |
| 2023    | Swarm                         | Andrea "Dre" Greene | Papel principal                                               |